# 2004年度世界長者番付
フォーブスの発表による世界長者番付の2004年度版。

## Top billionaires (reported by Forbes)
| #  | 名前                           | 純資産    | 国             | Source                         |
| -- | ------------------------------ | --------- | -------------- | ------------------------------ |
| 1  | ビルゲイツ                     | 467億ドル | アメリカ合衆国 | マイクロソフト創業者           |
| 2  | ウォーレン・バフェット         | 429億ドル | アメリカ合衆国 | バークシャー・ハサウェイ       |
| 3  | カール・アルブレヒト           | 230億ドル | ドイツ         | アルディ                       |
| 4  | アル・ワリード王子             | 215億ドル | サウジアラビア | キングダムセンターオーナー     |
| 5  | ポール・アレン                 | 210億ドル | アメリカ合衆国 | マイクロソフト共同創業者       |
| 6  | アリス・ウォルトン             | 200億ドル | アメリカ合衆国 | ウォルマート創業者の一族       |
| 7  | ヘレン・ウォルトン             | 200億ドル | アメリカ合衆国 | ウォルマート創業者の一族       |
| 8  | ジム・ウォルトン               | 200億ドル | アメリカ合衆国 | ウォルマート創業者の一族       |
| 9  | ジョン・T・ウォルトン          | 200億ドル | アメリカ合衆国 | ウォルマート創業者の一族       |
| 10 | S・ロブソン・ウォルトン        | 200億ドル | アメリカ合衆国 | ウォルマート創業者の一族       |
| 11 | パトリシア・M・ロイトリンガー  | 189億ドル | アメリカ合衆国 |                                |
| 12 | ラリー・エリソン               | 189億ドル | アメリカ合衆国 | オラクル                       |
| 13 | イングヴァル・カンプラード     | 185億ドル | スウェーデン   | 家具店イケア                   |
| 14 | テオ・アルブレヒト             | 181億ドル | ドイツ         | アルディCEO                    |
| 15 | トムソン男爵一族               | 172億ドル | カナダ         | 情報関連企業トムソン社         |
| 16 | ミハイル・ホドルコフスキー     | 150億ドル | ロシア         | 石油会社ユコス                 |
| 17 | カルロス・スリム・ヘル         | 138億ドル | メキシコ       | 通信企業Telmex                 |
| 18 | マイケル・デル                 | 130億ドル | アメリカ合衆国 | デル                           |
| 19 | スティーブ・バルマー           | 124億ドル | アメリカ合衆国 | マイクロソフト                 |
| 20 | 李嘉誠                         | 122億ドル | 香港           | 長江グループ創設者             |
| 21 | ベルナール・アルノー           | 114億ドル | フランス       | LVMH,クリスチャン・ディオール  |
| 22 | 郭炳湘                         | 114億ドル | 香港           | 不動産開発新鴻基地産           |
| 23 | バーバラ・コックス・アンソニー | 112億ドル | アメリカ合衆国 | メディア大手Cox                |
| 24 | アンネ・コックス・チェンバース | 112億ドル | アメリカ合衆国 | メディア大手Cox                |
| 25 | ロマン・アブラモヴィッチ       | 106億ドル | ロシア         | ミルハウス・キャピタルオーナー |
| 26 | ジョン・クルーゲ               | 105億ドル | アメリカ合衆国 | 放送･広告メトロメディア創設者  |
| 27 | フォレスト・マーズ・ジュニア   | 104億ドル | アメリカ合衆国 | マース                         |
| 28 | ジャクリン・マーズ             | 104億ドル | アメリカ合衆国 | マース                         |
| 29 | ジョン・・マーズ               | 104億ドル | アメリカ合衆国 | マース                         |